# Spencer Boldman
Spencer Thomas Boldman (Dallas, Texas; 28 de julio de 1992) es un actor estadounidense conocido por su interpretación de Adam en la comedia de Disney XD, Lab Rats.

## Vida y carrera
Spencer Boldman nació en Dallas, Texas y creció en el suburbio de Plano. A los 12 años se convenció a probar para la producción de su escuela: 
"Sueño de una noche de verano", después de que un maestro lo vio actuar en su clase de teatro, Boldman terminó haciendo el papel principal y su pasión por la actuación comenzó allí. 
Un mes después de reunirse con un gerente de talento local, Boldman estaba en Los Ángeles reservando una aparición especial en iCarly de Nickelodeon y un papel recurrente en I'm in the Band de Disney XD y grababa Lab Rats. Mientras grababa empezó a salir con Kelli Berglund. 
También protagonizó el episodio piloto de Jack and Janet Save the Planet de Disney Channel, junto con China Anne McClain. 
En la pantalla grande, Boldman actuó en 21 Jump Street, protagonizada por Channing Tatum y Jonah Hill.
Boldman se graduó en Plano East Senior High School en junio de 2010. 
Sus deportes favoritos son el fútbol, lacrosse y snowboard. Él es un gran fan de los New England Patriots y los Texas Longhorn Athletics.
Actualmente, vive entre Dallas y Los Ángeles ya que rueda Lab Rats en Los Angeles y su familia es de Dallas.
Tiene un hermano mayor Jake, su padre Michael, su madre Laura y, por último, su perro que vive con él también llamado Jack.

## Filmografía
| Año       | Título                                       | Personaje      | Notas                                                                                              |
| --------- | -------------------------------------------- | -------------- | -------------------------------------------------------------------------------------------------- |
| 2009      | Jack and Janet Save the Planet               | Jack           | |
| 2009      | iCarly                                       | Nate           | Episodio: "iSpeed Date"                                                                            |
| 2011      | I'm in the Band                              | Bryce Johnson  | Episodio: "Weaselgate" Episodio: "Money Bags" Episodio: "Pain Games"                               |
| 2012-2016 | Lab Rats                                     | Adam Davenport | Rol principal                                                                                      |
| 2012      | 21 Jump Street                               | French Samuels | |
| 2013      | Jessie                                       | Ted            | Episodio: "Break-Up and Shape-Up"                                                                  |
| 2014      | Behind the Scenes on Disney Channel's Zapped | Jackson Kale   | "Story" (Temporada 1, Episodio 1) "App" (Temporada 1, Episodio 2) "Dance"(Temporada 1, Episodio 3) |
| 2014      | Zapped                                       | Jackson Kale   | Rol principal                                                                                      |
| 2014      | Dakota's summer                              | Bryce          | Rol principal                                                                                      |
| 2018      | Cruise                                       | Gio Fortunato  | |